# 有明五郎
有明 五郎（ありあけ ごろう、1912年9月1日 - 1959年7月20日）は、東京府東京市（現在の東京都新宿区）出身で錦嶌部屋に所属した大相撲力士。本名は金子 元五郎（かねこ もとごろう）。身長171cm、体重111kg。得意手は左四つ、寄り。最高位は東前頭11枚目（1944年5月場所）。有明吾郎とは別人物。

## 来歴
1929年5月場所、錦島部屋から初土俵を踏む。最初の四股名は錦谷であった。四つに組むと力を出す相撲であったが、体も硬く勝ち身が遅く、あまり稽古熱心な方ではなかった。新十両は1936年1月場所、しかしその後も幕下と十両の間を往復し、新入幕は1941年1月場所、入門から12年も経過していた。幕内でもすぐには勝てず、大負けして十両に陥落。
1943年5月場所に再入幕を果たし、このとき有明と改名した。幕内でもなかなか勝てず、十両に落ちるほどではなかったものの、とうとう幕内在位中の勝ち越しもなく、1945年6月場所には十両に陥落、そこでも負け越しを続け、1945年11月場所限りで現役を引退した。結局、再入幕の1943年5月場所から、引退まで6場所連続の負け越しであった。一方、西前頭15枚目で迎えた1944年1月場所は7勝8敗と負け越したが、翌5月場所では自己最高位の東前頭11枚目に番付を上げている。これは当時東西制をしいていたことの恩恵といわれている。
引退後は、現役時代から二枚鑑札で襲名していた年寄式秀となり、一時期（1951年 - 1954年）は部屋も興したがすぐに閉鎖、錦島部屋付の年寄として過ごした。色黒で、「エチオピア」というあだ名があったという。相撲好きのフィリピン人と間違えられたり色黒なことによるエピソードは数多い。なお、34代木村庄之助は、彼の養子である。
1959年7月20日、狭心症のため死去。46歳没。
余談であるが、伊勢ノ海部屋の序二段玉木良が、2012年7月場所より『有明 吾郎』に改名した（2020年5月場所で引退）。

## 主な成績
- 通算成績：145勝165敗 勝率.468
- 幕内成績：21勝44敗 勝率.323
- 現役在位：26場所
- 幕内在位：5場所
- 各段優勝
  - 三段目優勝：1回（1932年5月場所）

### 場所別成績
| 1929年 （昭和4年） | x                  | x                  | （前相撲）             | 序ノ口 4–2              |
| 1930年 （昭和5年） | 西序ノ口筆頭 3–3   | 西序ノ口筆頭 3–3   | 東序二段33枚目 3–3     | 東序二段33枚目 4–2      |
| 1931年 （昭和6年） | 西三段目37枚目 4–2 | 西三段目37枚目 3–3 | 東三段目15枚目 3–3     | 東三段目15枚目 4–2      |
| 1932年 （昭和7年） | 西幕下21枚目 2–6   | 西幕下21枚目 5–5   | 西三段目6枚目 優勝 8–3 | 西三段目6枚目 7–4       |
| 1933年 （昭和8年） | 西幕下9枚目 4–7    | x                  | 東幕下21枚目 5–6       | x                       |
| 1934年 （昭和9年） | 東幕下22枚目 6–5   | x                  | 西幕下13枚目 7–4       | x                       |
| 1935年 （昭和10年） | 東幕下5枚目 6–5    | x                  | 東幕下3枚目 7–4        | x                       |
| 1936年 （昭和11年） | 西十両10枚目 5–6   | x                  | 東幕下筆頭 7–4         | x                       |
| 1937年 （昭和12年） | 西十両8枚目 3–8    | x                  | 東幕下3枚目 3–10       | x                       |
| 1938年 （昭和13年） | 東幕下19枚目 8–5   | x                  | 東幕下6枚目 5–2        | x                       |
| 1939年 （昭和14年） | 東十両11枚目 6–7   | x                  | 東十両14枚目 10–5      | x                       |
| 1940年 （昭和15年） | 東十両筆頭 8–7     | x                  | 東十両筆頭 8–7         | x                       |
| 1941年 （昭和16年） | 西前頭16枚目 4–11  | x                  | 東十両筆頭 5–10        | x                       |
| 1942年 （昭和17年） | 東十両8枚目 7–8    | x                  | 西十両8枚目 8–7        | x                       |
| 1943年 （昭和18年） | 西十両5枚目 10–5   | x                  | 東前頭14枚目 6–9       | x                       |
| 1944年 （昭和19年） | 西前頭15枚目 7–8   | x                  | 東前頭11枚目 3–7       | 東前頭12枚目 1–9        |
| 1945年 （昭和20年） | x                  | x                  | 西十両2枚目 1–6        | 西十両12枚目 引退 2–8–0 |
| 各欄の数字は、「勝ち-負け-休場」を示す。 優勝 引退 休場 十両 幕下 三賞：敢=敢闘賞、殊=殊勲賞、技=技能賞 その他：★=金星 番付階級：幕内 - 十両 - 幕下 - 三段目 - 序二段 - 序ノ口 幕内序列：横綱 - 大関 - 関脇 - 小結 - 前頭（「#数字」は各位内の序列） |                    |                    |                        |                         |

### 幕内対戦成績
| 力士名   | 勝数 | 負数 | 力士名 | 勝数 | 負数 | 力士名 | 勝数 | 負数 | 力士名 | 勝数 | 負数 |
| -------- | ---- | ---- | ------ | ---- | ---- | ------ | ---- | ---- | ------ | ---- | ---- |
| 青葉山   | 1    | 0    | 綾昇   | 0    | 2    | 綾若   | 0    | 1    | 大ノ森 | 1    | 1    |
| 笠置山   | 0    | 1    | 鹿嶋洋 | 0    | 5    | 九州山 | 2    | 2    | 清美川 | 0    | 3    |
| 駒ノ里   | 1    | 0    | 櫻錦   | 1    | 2    | 汐ノ海 | 0    | 2    | 四海波 | 0    | 1    |
| 神東山   | 1    | 2    | 駿河海 | 1    | 0    | 大邱山 | 2    | 0    | 出羽湊 | 0    | 1    |
| 十三錦   | 0    | 1    | 豊錦   | 0    | 1    | 備州山 | 1    | 1    | 広瀬川 | 1    | 0    |
| 藤ノ里   | 1    | 0    | 二瀬川 | 1    | 0    | 増位山 | 0    | 2    | 松ノ里 | 0    | 1    |
| 陸奥ノ里 | 0    | 2    | 八方山 | 1    | 3    | 倭岩   | 0    | 1    | 龍王山 | 2    | 1    |
| 若瀬川   | 1    | 1    | 若港   | 0    | 1    |        |      |      |        |      |      |

## 四股名変遷
- 錦谷 元五郎（にしきたに もとごろう）1929年5月場所 - 1943年1月場所
- 有明 五郎（ありあけ ごろう）1943年5月場所 - 1945年11月場所